# Вуриупранили
Вуриупранили — женский солнечный дух в мифологии аборигенов северной Австралии, чьим факелом, по поверьям, является Солнце.
Согласно мифам, когда она просыпается каждое утро на востоке, то зажигает небольшой факел, который люди видят как первую утреннюю зарю. Затем она украшает своё лицо и тело красной охрой. Её дыхание уносит вдаль часть краски, которая окрашивает облака, в результате чего небо красного цвета при восходе Солнца. Когда Вуриупранили готовится начать путешествовать по небу, начинают петь птицы, пробуждая людей. Затем она зажигает большой факел от костра и путешествует в течение дня по небу, достигая к вечеру своего жилища на западе. Когда она исчезает за западным горизонтом, то тушит свой факел и вновь раскрашивает своё тело охрой, в результате чего небо при закате красное. Ночью она возвращается в свой дом на востоке через подземный туннель.